# NGC 1243
NGC 1243 ist ein Doppelstern im Sternbild Eridanus. Das Objekt wurde am 6. Januar 1831 von John Herschel entdeckt und fälschlicherweise in den NGC-Katalog aufgenommen.